# Rainieria rubella
Rainieria rubella är en tvåvingeart som först beskrevs av Wulp 1897.  Rainieria rubella ingår i släktet Rainieria och familjen skridflugor. Inga underarter finns listade i Catalogue of Life.